# ويليام شي
ويليام شي (بالإنجليزية: William Shea)‏ هو محامي أمريكي، ولد في 21 يونيو 1907 في نيويورك في الولايات المتحدة، وتوفي بنفس المكان في 2 أكتوبر 1991 بسبب سكتة.